# Luisa de Schleswig-Holstein-Sonderburg-Beck
María Dorotea Enriqueta Luisa de Schleswig-Holstein-Sonderburg-Beck (en alemán, Maria Dorothea Henriette Luise von Schleswig-Holstein-Sonderburg-Beck; Lindenau, 28 de septiembre de 1783-Pless, 24 de noviembre de 1803) fue un miembro de la familia real danesa y, como primera esposa del príncipe Federico Fernando de Anhalt-Pless, fue princesa de Anhalt-Pless.

## Biografía
La princesa María Dorotea Enriqueta Luisa de Schleswig-Holstein-Sonderburg-Beck nació en Lindenau el 28 de septiembre de 1783, de la unión del duque Federico Carlos de Schleswig-Holstein-Sonderburg-Beck y de la condesa Federica de Schlieben. Su madre era la hija del conde Carlos Leopoldo de Schlieben. Como descendiente por línea masculina del rey Cristián III de Dinamarca, era princesa de Dinamarca.
El 20 de agosto de 1803 contrajo matrimonio con el príncipe Federico Fernando de Anhalt-Pless en Lindenau, convirtiéndose en princesa consorte de Anhalt-Pless. Murió tres meses más tarde, el 24 de noviembre de 1803, en el Palacio de Pless. Su marido posteriormente contraería matrimonio con la condesa Julia de Brandeburgo y pasó a ser duque de Anhalt-Köthen.